# Rock with You (singel Michaela Jacksona)
Rock with You – singel wydany z albumu Michaela Jacksona z 1979 roku Off the Wall. Utwór jest drugim singlem wydanym z tego albumu. Ponownie wydany na singlu 27 lutego 2006 roku, jako część boxu Visionary.

## Informacje o utworze
„Rock with You” stało się drugim singlem z przełomowego w karierze Jacksona albumu Off the Wall i pomogło mu w dalszym jej rozwoju, docierając do miejsca pierwszego na liście Billboard Hot 100. Utwór został napisany przez współpracującego z Jacksonem kompozytora Roda Tempertona, członka grupy Heatwave. „Rock with You” ukazało się z towarzyszącym teledyskiem.
Utwór był wykonywany na żywo podczas trasy Bad World Tour.

## Lista utworów

### Wydanie oryginalne
Wlk. Brytania
| 1. | „Rock with You”    | 3:40  |
|    |                    |       |
| 2. | „Get on the Floor” | 4:57  |
|    |                    |       |
|    |                    | 08:37 |
|    |                    |       |
Stany Zjednoczone
| 1. | „Rock with You”         | 3:40  |
|    |                         |       |
| 2. | „Working Day and Night” | 5:04  |
|    |                         |       |
|    |                         | 08:44 |
|    |                         |       |

### Visionary
CD
| 1. | „Rock with You” (7” edit)               | 3:23  |
|    |                                         |       |
| 2. | „Rock with You” (Masters at Work Remix) | 5:33  |
|    |                                         |       |
|    |                                         | 08:56 |
|    |                                         |       |
DVD
1. „Rock with You” (teledysk) – 3:23